# Казаков, Александр Афанасьевич
Александр Афанасьевич Казаков (28 мая 1917, село Александровка, Мензелинский уезд, Уфимская губерния — 11 июля 1950, посёлок Азнакаево, Татарская АССР, РСФСР) — капитан Советской Армии, участник Великой Отечественной войны. Герой Советского Союза (1945).

## Биография
Александр Казаков родился 28 мая 1917 года в селе Александровка (ныне — Сармановский район Татарстана). Получил неполное среднее образование, после чего работал управляющим совхоза. В 1938—1940 годах проходил службу в Рабоче-крестьянской Красной Армии. В 1940 году Казаков окончил Свердловское пехотное училище. В июне 1941 года он повторно был призван в армию. К июню 1944 года старший лейтенант Александр Казаков командовал батальоном 787-го стрелкового полка 222-й стрелковой дивизии 33-й армии 2-го Белорусского фронта. Отличился во время освобождения Могилёвской области Белорусской ССР.
23 июня 1944 года батальон Казакова переправился через реку Проня и прорвал немецкую оборону в районе деревни Головичи Горецкого района. 27 июня 1944 года батальона форсировал Днепр и захватил плацдарм на его западном берегу. Отразив несколько немецких контратак, батальон успешно удержал плацдарм до подхода основных сил.
Указом Президиума Верховного Совета СССР от 24 марта 1945 года старший лейтенант Александр Казаков был удостоен высокого звания Героя Советского Союза с вручением ордена Ленина и медали «Золотая Звезда».
В 1946 году в звании капитана Казаков был уволен в запас. Проживал в посёлке Азнакаево Татарской АССР, работал директором местной машинно-тракторной станции. Скоропостижно скончался 11 июля 1950 года.
Был также награждён орденом Красной Звезды и рядом медалей.
В честь Казакова названа улица в его родном селе.
```
с 2019 года имя Героя Советского Союза А. А. КАЗАКОВА носит школа в родном селе.
```